# Fort Jaco (quartier)
Ne doit pas être confondu avec Fort Jaco (fort).
 (mai 2020).
Si vous disposez d'ouvrages ou d'articles de référence ou si vous connaissez des sites web de qualité traitant du thème abordé ici, merci de compléter l'article en donnant les références utiles à sa vérifiabilité et en les liant à la section « Notes et références ».
Le quartier du Fort Jaco, nommé à cause du Fort Jaco, lui-même nommé en hommage à Jacques Pastur, est un quartier se trouvant au sud de la commune d'Uccle (Bruxelles, Belgique) à proximité des quartiers Prince d'Orange, Vivier d'Oie et Saint-Job.

## Historique
Ce quartier résidentiel jouit de la proximité de la Forêt de Soignes et d'un nombre important de commerces (comme la maison Wittamer), banques et supermarchés, ainsi que d'un commissariat de police, une galerie marchande et de plusieurs centres sportifs. Les prix de l'immobilier dans ce quartier sont considérés comme parmi les plus élevés d'Uccle. La Galerie du Fort-Jaco, située au 1333 chaussée de Waterloo peut en être considéré comme le centre.
On peut y accéder facilement en transport en commun grâce aux tram et bus suivants, qui tous possèdent à proximité un arrêt nommé Fort-Jaco :
- STIB : ligne 92 du tramway de Bruxelles et ligne 43 des autobus de Bruxelles
- De Lijn : 136
- TEC : 123 124 365a W

## Ambassades et consulats
- Kazakhstan